# Иво Тайбуа
Иво Тайбуа (фр. Ivo Taillebois; умер в 1093 или 1094) — англо-нормандский аристократ, шериф Линкольншира в 1086 году, шериф Бедфордшира незадолго до 1086 года, феодальный барон в Линкольншире и Камберленде. В первую очередь, он известен как безжалостный королевский чиновник, который в 1070-е годы действовал против Хереварда Уэйка и Ральфа де Гаэля.
Благодаря браку с Люси из Болингброка Иво унаследовал ряд поместий в Линкольншире, ранее принадлежавших Уильяму I Мале. Во время правления Вильгельма II Рыжего он получил владения в Уэстморленде и Камберленде. Судя по всему, Иво не оставил сыновей; возможно, что потомком одной из его дочерей был Уильям I де Ланкастер, владевший в XII веке баронией Кендал в Уэстморленде. Поместья же Мале в итоге унаследовали сыновья, родившиеся от двух последующих браков Люси, вдовы Иво.

## Биография
Согласно современным исследованиям, Иво происходил из Тайбуа — небольшой деревни в современном французском департаменте Орн в Нормандии. Имя его родителей неизвестно, но у него был брат Роберт Тайбуа (умер до 1086), шериф Бедфордшира. Возможно, после смерти брата он ненадолго сменил его на посту шерифа Бедфордшира.
Согласно хартии, которую засвидетельствовал его брат, Иво сделал пожертвование церкви Кристо в Кальвадосе.
Иво известен как безжалостный королевский чиновник, который в 1070-е годы действовал против Хереварда Уэйка и Ральфа де Гаэля.
Опорой власти Иво был, вероятно, Линкольншир, где он был шерифом. Он женился на Люси из Болингброка, которая, вероятно, была дочерью Торольда из Бакнола, шерифа Линкольншира, и дочери Уильяма I Мале. Посредством брака Иво унаследовал крупные владения в Линкольншире, которые позже получили название баронии Болингброк. Во время правления Вильгельма II Рыжего Иво получил владения в Уэстморленде, которые позже стали феодальной баронией Кендал, и в Камберленде.
Имя Иво встречается на ряде хартий Вильгельма I Завоевателя и Вильгельма II Рыжего.
Иво умер в 1093 или 1094 году. Его вдова, Люси, надолго пережила мужа; она ещё дважды была замужем и умерла около 1138 года.

## Брак и дети
Жена: Люси из Болингброка (умерла в 1138), вероятно, дочь Торольда из Бакнола, шерифа Линкольншира, и дочери Уильяма I Мале.
У Иво известна одна дочь:
- Беатрис; муж: Рибальд, незаконнорожденный сын Эда I, графа де Пентьевр. Их потомки были феодальными баронами Мидлэма[англ.]. Некоторые из них использовали патроним Тайбуа[4][10].

Точно не установлено, родилась ли известная по документам дочь Иво в этом браке. Поскольку она не унаследовала поместий Люси, высказывались предположения, что она могла родиться от первого не известного по источникам брака Иво или быть незаконнорожденной.
В генеалогии, сохранившейся в картулярии аббатства Кокерсенд, указывается, что у Иво был сын по имени Элдред, дед Уильяма I де Ланкастера, владевшим баронией Кендал, которая ранее принадлежала Иво. Однако ни один другой документ не подтверждает наличия у Иво сыновей. Кэтрин Китс-Роэн считает, что в генеалогии ошибка: по её мнению, Элдред был женат на дочери Иво. При этом Псевдо-Ингульф пишет, что «единственная дочь Иво Тайбуа и его жены Люси» вышла замуж за «мужа знатного ранга», но «умерла раньше отца». Поскольку мужа Беатрис, известной по имени дочери Иво, звали Рибальд, возможно, что хронист ошибается, и у Иво было 2 дочери, причём вторая была предком рода Ланкастеров.
Люси надолго пережила мужа. После его смерти она дважды выходила замуж: за Роджера Фиц-Джерольда, предка рода де Румар, и Ранульфа ле Мешена, 3-го графа Честера. Именно родившиеся в этих браках двое сыновей стали наследниками владений Люси.